# Bavorská lidová strana
Bavorská lidová strana (německy: Bayerische Volkspartei; BVP) byla německá politická strana v období Výmarské republiky. Vznikla odštěpením bavorské větve katolického Centra od většinové strany. BVP byla v porovnání s Centrem více konzervativní, pravicová, podporující monarchii. V bavorské zemské sněmu se stala nejsilnější pravicovou silou a tvořila všechny meziválečné zemské vlády. Po nástupu nacistů k moci byla rozpuštěna a na její ideologický odkaz po válce navázala Křesťansko-sociální unie Bavorska (CSU).

## Ideologie
Hlavní ideou strany byla federalizace státu a předání pravomocí z centrální vlády v Berlíně na zemské sněmy. Cílem bylo vytvoření německé konfederace, kde by Bavorsko získalo zpět svoji státnost a privilegia z dob císařství. BVP byla křesťanskou klerikální stranou, která se mohla těšit z podpory katolické církve. Sama se stavěla proti protestantskému severu Německa a varovala před pruskou nadvládou. Z počátku se orientovala monarchisticky a odmítala republikánské zřízení. Po roce 1923 od protirepublikánských názorů ustoupila, ale i nadále byla konzervativnější a více pravicová než katolické Centrum. BVP podporovala vznik buržoazně-konzervativních vlád bez účasti sociálních demokratů.

## Historie

### Vznik

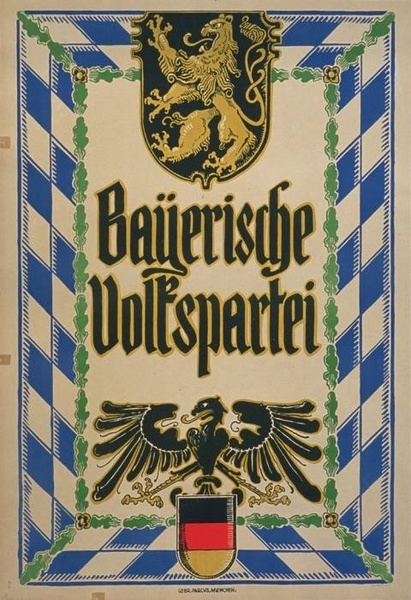
Volební plakát BVP z roku 1919

Počátky BVP se datují v roce 1869, kdy vznikla Bavorská vlastenecká strana. V roce 1887 došlo k jejímu sloučení v katolickým Centrem a strana vystupovala jako jeho bavorské křídlo. Po porážce Německa v první světové válce a následnému kolapsu monarchie v listopadu 1918 došlo k výraznému napětí mezi vedením Centra a bavorskou větví. Celostátní předsednictví strany aktivně podporovalo vznik republiky a chtělo se podílet na republikánském a demokratickém směřování země. Konzervativní Bavoři se ale ve odmítali smířit se sesazením Wittelsbachů z trůnu a s centralistickými tendencemi na úkor kompetencí jednotlivých německých států. Nakonec založili Georg Heim a Sebastian Schlittenbauer novou stranu zvanou Bavorská lidová strana 12. listopadu 1918 v Řeznu.

### Poválečný chaos 1918–1923
První poválečné volby do bavorského zemského sněmu v lednu 1919 BVP vyhrála s 35,0 % hlasů, a porazila tak své největší konkurenty ze sociální demokracie o 2 % body. Nedokázala ale zklidnit revoluční nálady v zemi. Levicoví radikálové provedli v Mnichově převrat a vyhlásili podle vzoru sovětského Ruska Bavorskou republiku rad. Diktatura proletariátu neměla dlouhého trvání a brzy byla krvavě potlačena pomocí jednotek Freikorps. Bavoři si ale zapamatovali znárodňování soukromého majetku, omezení svobody, cenzuru a celkový chaos a zkázu, kterou sebou levicoví vůdci přinesli. Místní politickou scénou zazněly požadavky na vládu pevné ruky, která by ukončila chaos. Silně pravicové nálady bavorského voličstva zůstaly po trpkých zkušenostech s vládou proletariátu po celou dobu existence Výmarské republiky.  
V březnu 1920 se stal s podporou BVP bavorským premiérem Gustav Ritter von Kahr, který dal místní politice ostře pravicový směr. Bavorsko se stalo státem ve státě, na který berlínská vláda měla pouze omezený vliv. Radikálně pravicové skupiny našly v Bavorsku zázemí a mohly odtud plánovat akce proti republice. Situace vygradovala vraždou významných politiků Matthiase Erzbergera (srpen 1921) a Walthera Rathenaua (červen 1922) organizací Consul operující z Mnichova. Zlom v politice bavorských konzervativců přišel až s neúspěšným Hitlerovým Pivním pučem v listopadu 1923. Většina členů si uvědomila, že okamžitá změna politických poměrů není možná bez velkého krveprolití a aktivně se začala podílet na budování republiky.        

### Jako vládní strana 1923–1932
Poprvé se zapojila do celoněmecké vlády na konci roku 1922, kdy Karl Stingl zasedl na pozici ministra pošt v poloúřednickém kabinetu Wilhelma Cuna. Zlom znamenalo nanominování Ericha Emmingera na post ministra spravedlnosti ve vládě kancléře Marxe v listopadu 1923. Kancléř Marx dokázal najít společnou řeč s  bavorským ministerským předsedou Knillingem. Extrémisté Gustav von Kahr a Otto von Lossow byli následně odvoláni a Bavorsko přestalo rebelovat proti centrální vládě. Bavorští konzervativci se účastnili všech vládních kabinetů až do roku 1932 a nepřetržitě drželi ministerstvo pošt (Karl Stingl v letech 1922—27 a Georg Schätzel v rozmezí 1927–32). K usmíření mezi Centrem a BVP došlo v roce 1927 a obě strany začaly aktivně spolupracovat a stavět společné kandidátky. V bavorském zemském sněmu si BVP držela preference mezi 31,6 a 39,4 % a všechny volby vyhrála. 

### Zánik strany
Výrazné volební zisky nacistů v 30. letech stranu nijak neovlivnily, jelikož disponovala venkovský katolickým voličstvem s pevnými vazbami na region. Dokonce ještě v roce 1932 se podařilo BVP nacisty v zemských volbách těsně porazit. Na druhou stranu někteří bavorští konzervativci podporovali vstup nacistických představitelů do centrální vlády. Po sválení zmocňovacího zákona v březnu 1933 musela být bavorská vláda násilně rozehnána. Strana se sama rozpustila 4. července 1933.

### Poválečný vývoj
Za pokračovatele politiky BVP se dají považovat Křesťansko-sociální unie Bavorska (CSU) a Strana Bavorska (BP). Nejedná se ale o nepřímé nástupce, jelikož CSU byla založena částečně bavorskými nacionalisty z DNVP, částečně členy Bavorského rolnického svazu, členy BVP a dalšími liberálními politiky. Strana Bavorska zase vznikla sloučením konzervativnějších částí BVP a rolnického svazu.  

### Nejznámější osobnosti strany
Mezi nejznámější představitele BVP se řadí Erich Emminger (ministr vnitra v letech 1923–24), Heinrich Held (ministerský předseda Bavorska 1924–33), Franz von Epp  (generál Wehrmachtu), Alfons Goppel (pozdější ministerský předseda Bavorska za CSU 1962–78) a Karl Scharnagl (starosta Mnichova 1925–33 a následně 1945–48). 

## Volební výsledky a zastoupení v zákonodárných sborech
Volební výsledky strany do Říšského sněmu.
| Volby       | Celkové hlasy   | Procenta | Získaná křesla | +/–         |
| ----------- | --------------- | -------- | -------------- | ----------- |
| 1920        | 1 238 604 (7.)  | 4,2 %    | 20 / 459       | nová strana |
| 1924 (V.)   | 946 648 (8.)    | 3,2 %    | 16 / 472       | ▼ -4        |
| 1924 (XII.) | 1 134 035 (7.)  | 3,7 %    | 19 / 493       | ▲ +3        |
| 1928        | 945 644 (8.)    | 3,1 %    | 17 / 491       | ▼ -2        |
| 1930        | 1 058 637 (10.) | 3,0 %    | 19 / 577       | ▲ +2        |
| 1932 (VII.) | 1 192 684 (6.)  | 3,2 %    | 22 / 608       | ▲ +3        |
| 1932 (XI.)  | 1 094 597 (6.)  | 3,1 %    | 20 / 584       | ▼ -2        |
| 1933 (III.) | 1 073 552 (6.)  | 2,7 %    | 19 / 647       | ▼ -1        |